# Campsurus burmeisteri
Campsurus burmeisteri is een haft uit de familie Polymitarcyidae. De wetenschappelijke naam van de soort is voor het eerst geldig gepubliceerd in 1942 door Ulmer.
De soort komt voor in het Neotropisch gebied.